# Ферган, Эшреф Эдип
Эшреф Эдип Ферган (1882, Сере — 15 декабря 1971, Стамбул) — турецкий журналист, более всего известен как издатель исламистского журнала «Sebilürreşad».

## Биография
Родился в городе Сере. Учился у местного муфтия, который обучил его арабскому языку. Также Эшреф наизусть выучил Коран. Затем один год работал в суде, после чего переехал в Стамбул. Там учился в Стамбульском университете и посещал лекции в медресе. После реформ 1908 года совместно с Эбулулой Мардином издавал журнал «Sırat-ı Müstakim» (позднее называние журнала было изменено на «Sebilürreşad»), в котором печатались Мехмет Акиф и Муса Казым.
Несмотря на разнообразие печатавшихся в «Sebilürreşad» статей, фактически журнал был рупором исламистов, в нём критиковались младотурки и их партия «Единение и прогресс». В 1916 году журнал был закрыт, но после роспуска партии «Единение и прогресс» открыт вновь. После кемалистской революции Эшреф привлекался к суду за пропаганду исламизма. Он был помилован, но журнал «Sebilürreşad» в 1925 году был запрещён. После запрета журнала Эшреф Эдип издавал брошюры и работы Мехмета Акифа и Нурси. В 1948 году журнал «Sebilürreşad» был открыт заново, издавался до 1966 года.
Умер 15 декабря 1971 года. Похоронен на кладбище Эдирнекапы.